# Archibaccharis schiedeana
Archibaccharis schiedeana là một loài thực vật có hoa trong họ Cúc. Loài này được (Benth.) J.D.Jacks. mô tả khoa học đầu tiên năm 1974.